# Adrian Pflug
Adrian Pflug (* 1982 in Köln) ist ein deutscher Radio- und Fernsehmoderator.

## Leben
Pflug absolvierte ein Studium des Journalismus und der Politikwissenschaft an der Technischen Universität Dortmund, das er mit einer Diplomarbeit über Verjüngungsstrategien im öffentlich-rechtlichen Fernsehen abschloss. Von 2005 bis 2006 absolvierte er ein Volontariat bei Radio 91.2. Seitdem arbeitet er als freier Autor und Moderator beim Radiosender 1 Live. Währenddessen hospitierte er 2007 im WDR-Studio Dortmund.
Von 2009 bis 2016 arbeitete er im Team der ARD-Sendung Kopfball. Seit 2012 moderierte er das ARTE-Magazin X:enius; zudem ist er als Moderator für die ARD-Sendung Wissen vor acht tätig. Seit dem 19. Dezember 2024 ist er einer der Moderatoren der Lokalzeit Südwestfalen.